# Werner Kraft
Werner Kraft (* 4. Mai 1896 in Braunschweig; † 14. Juni 1991 in Jerusalem) war ein deutsch-israelischer Bibliothekar, Literaturwissenschaftler, Schriftsteller und Lyriker jüdischer Herkunft. Er lebte nach seiner Emigration aus Hannover seit 1934 bis zu seinem Tod in Jerusalem und verkörperte als ausschließlich Deutsch schreibender Schriftsteller neben seinen Freunden Gershom Scholem, Ludwig Strauss und Ernst Simon das „Leben der deutschen Sprache in Jerusalem“.

## Leben

### Herkunft
Werner Kraft stammt sowohl von mütterlicher als auch väterlicher Seite aus einer jüdischen Familie. „Mein Vater war ein guter Mann, und mir war er alles. Er stammt aus Calbe an der Saale“, schreibt er zu Beginn seiner Erinnerungen „Spiegelung der Jugend“. „Meine Mutter stammt aus Hannover. Sie war kraftvoll. Weil mein Vater in den Geschäften kein Glück hatte, lag die Sorge für die Familie auf ihr.“ Eduard Kraft (1855–1916) lebte als Kaufmann zunächst in Elberfeld, ihn „besuchte die Schwermut, gerade weil er so freudig war und lange am Rhein gelebt hatte“. Die Mutter Else, geb. Isenstein, (1868–1923) war die Tochter des hannoverschen Kaufmanns Julius M. Isenstein (1834–1914) und dessen Frau Anna Isenstein, geb. Rosenhain (1839–1926), deren Grab auf dem Jüdischen Friedhof an der Strangriede erhalten ist. Das großväterliche „Seiden-, Manufaktur- und Modewaarengeschäft I.M. Isenstein“ befand sich von 1871 bis 1881 im Zentrum Hannovers, in der Packhofstraße 13 (vorher, ab 1866, in der Seilwinderstraße 12). Die „Hannoversche Holzstifte-Fabrik Isenstein“, die ebenfalls dem Großvater gehörte, lag in der hannoverschen Oststadt (in der Cellerstraße 135, ab 1887 in der Nikolaistraße 14 und 1909–1914 in der Steinriede 4). 1896 betrieb der Vater Eduard Kraft in der Innenstadt von Braunschweig, im Bohlweg 39/40 (Ecke Hagenscharrn), eine „Glas-, Porzellan- und Steingut-, Gold- und Spielwarenhandlung“. Es ist das Geburtshaus von Werner Kraft.

### Kindheit, Jugend und Schulzeit
„In Braunschweig bin ich 1896 geboren, im Zentrum der Stadt, am Bohlweg, ich habe aber keine lebendige Erinnerung an diese Stadt, war später auch nur für Tage dort. Als ich fünf Jahre alt war, zogen meine Eltern nach Hannover. Da war ich zuhause, da wuchs ich auf, pflanzenhaft.“

In Hannover wohnte die Familie Kraft hauptsächlich im Stadtteil Oststadt: Rambergstraße, Alte Celler Heerstraße, Lavesstraße und Fundstraße lauteten die Adressen. Im Gegensatz zu seinem eher praktisch veranlagten zwei Jahre älteren Bruder Fritz Kraft (1894–1917) entwickelte sich beim verträumten Werner die Leidenschaft fürs Lesen:

„Ich las und las, Sigismund Rüstig, den Schiffsjungen von Norderney, Karl May (…), den Grafen von Monte Christo, den 'Kampf um Rom' von Felix Dahn las ich atemlos (…), die ‚Wiskottens‘ von Rudolf Herzog (…). Ich las ‚Jörn Uhl‘ von Gustav Frenssen und war begeistert. (…) Ich las auch die elenden Romane von Annie Wothe, die das vergoldete Leben der Offiziere, der Ulanen, den Bürgern vermittelte, auch mir. Der höchste Chef dieses Ulanenregiments war Wilhelm II. Der Kaiser kam jedes Jahr einmal nach Hannover und zog hoch zu Pferde an der Spitze seines Regiments durch die Stadt. (…) Ich las nicht nur, ich lebte. Im Winter wurden die Wiesen der Masch überschwemmt, und wir liefen Schlittschuh, in großen Bogen. Im Sommer gingen wir am Sonntag in die Eilenriede, nach Steuerndieb, zum Kirchröder Turm, in den Tiergarten. Die Rehe im Tiergarten fraßen aus der Hand, die Kastanienbäume blühten. Dort wurde zu Abend gegessen, aus einem großen Paket mit Butterbroten, einer hatte es tragen müssen und wollte nicht, dann zurück durch den dunklen Wald, singend.“

Von 1906 bis 1914 besuchte er die Leibnizschule in der Alten Celler Heerstraße (neben dem Gerichtsgefängnis, am heutigen Weißekreuzplatz) und legte im Jahre 1914 das Abitur ab. Zu seinen Mitschülern gehörten u. a. Ernst Blumenthal (später Kaufmann in Stockholm) und der spätere Arzt Harald Berkowitz. In seinen Erinnerungen schrieb Kraft über seine Schulzeit:

„Zu Beginn der Quinta kam ich in die Leibnizschule, an der Alten Cellerheerstraße. (…) Die Mitschüler sehe ich auf einem Klassenbild. Manche fielen im Ersten Weltkrieg. (…) Mich selbst sehe ich mit Schülermütze und hervorquellenden braunen Haaren. Ich war ein eher schüchterner Junge. Alles fiel mir zu, außer Zeichnen und Singen, gleichzeitig lernte ich mit Lust. (…) Die Schule stand neben dem Gefängnis, dem von hohen Mauern umgebenen, sie war keines. Auf einer Stelle der Mauer hatte ein Bäumchen Wurzel gefaßt und hielt sich. Durchs Klassenfenster sah man auf den Hof, wo die Sträflinge spazieren gingen.“

Die Lektüre des Kindes und Jugendlichen Werner Kraft wandelte sich allmählich in einer bestimmten Richtung:

„Ich verschlang die gesamte damalige Literatur und Dichtung, aber allmählich schälten sich aus den vielen Gestalten, die teils bedeutend, teils – weil ich noch nicht die richtige Urteilskraft hatte – weniger bedeutend waren, zwei Figuren heraus, die von entscheidender Bedeutung für mein gesamtes geistiges Leben geworden sind. Der erste war der Dichter Rudolf Borchardt, den ich mit wirklicher Begeisterung las und den ich auch heute noch für einen sehr großen Dichter halte, unabhängig von seinen Ideen eines deutschen Kulturnationalismus (…). Und die zweite dieser Figuren war Karl Kraus, den ich fand in einem, ich möchte sagen, entscheidenden weltgeschichtlichen Augenblick, nämlich im Jahre 1914, bei Beginn des Krieges, als ich 18 Jahre alt war. Ich hatte auch schon vorher einzelne Hefte der ‘Fackel‘ gelesen, wie so vieles andere, aber mit diesem ersten Heft, das ich las, und in dem 1914 die Rede ‘In dieser großen Zeit, die ich noch gekannt habe, wie sie so klein war‘ erschien, war meine Stellung zu diesem Mann entschieden.“

### Militärzeit, Studium und Ausbildung zum Bibliothekar
In der Buchhandlung Ludwig Ey am hannoverschen Steintor machte er 1913 die Bekanntschaft von Theodor Lessing, der dem Schüler entscheidende Anstöße gab und mit dem er bis zu dessen Tod 1933 verbunden bleiben sollte. Lessing vermittelte auch Krafts erste Veröffentlichung in der von Franz Pfemfert herausgegebenen Zeitschrift Die Aktion, eine Rezension von Rudolf Borchardts Gedicht Wannsee und Stefan Georges Gedichtband Der Stern des Bundes. Ein halbes Jahr lang versuchte er sich in einer Lehre als Bankkaufmann bei der Dresdner Bank in Hannover, deren Direktor Julius L. Isenstein (1856–1929) ein Verwandter mütterlicherseits war:

„Die Lehrlinge arbeiteten zuerst in der Buchhaltung. Man saß auf hohen Drehstühlen vor ungeheuren Kontobüchern, in die unendliche Zahlen einzutragen waren. Das war traurig genug, wenigstens für mich, für andere war es der Anfang zum Aufstieg. Am traurigsten war das Ende des Monats, wenn in den riesigen Zahlenkolonnen Fehler auftauchten, die sich dann Seiten über Seiten fortsetzten, Bandwürmer nannte man sie, sie mußten gefunden werden, bis tief in die Nacht hinein dauerte das Suchen. Ich hielt es nur ein halbes Jahr aus …“

1915 begann Kraft in Berlin ein Studium der deutschen und französischen Philologie sowie der Philosophie zusammen mit seinem Vetter, dem Lyriker Paul Kraft (1896–1922).

„In Berlin hörten wir, Paul und ich, gemeinsam alles, was man hört, solange man noch nicht endgültig festgelegt ist. […] Wir lasen, lebten, liebten. Wir saßen in dem großartigen Rundsaal der Preußischen Staatsbibliothek. Wir tauschten Bücher über Bücher. Es gab auch Bücher, die man nicht erhielt, so das ‚Jahrbuch für sexuelle Zwischenstufen‘ von Magnus Hirschfeld, mit einem Aufsatz über George, und niemals später habe ich diesen Aufsatz, dessen Thematik gewiß merkwürdig war, gelesen. „Das kann ich Ihnen nicht geben“, sagte der sehr witzige Beamte in der Ausleihe, ‚sonst werde ich erschossen wie Robert Blum‘.“

In Berlin schloss er auch Freundschaft mit Walter Benjamin und Gerhard (Gershom) Scholem. Hier traf er erstmals persönlich den von ihm verehrten Schriftsteller Rudolf Borchardt. 1916 wurde er Soldat, allerdings blieb ihm das sogenannte Stahlbad an der Front erspart. 1916 bis 1919 diente er als Sanitätssoldat in Hannover, die überwiegende Zeit in den Wahrendorffschen Anstalten, im sog. Lazarett für Kriegshysteriker und Kriegsneurotiker (heute Klinikum Wahrendorff) in Ilten bei Hannover, ein Dienst, der den Zwanzigjährigen an den Rand des Selbstmords brachte. Überlebenshilfe waren ihm die Freundschaft mit Theodor Lessing und die Lektüre der Zeitschrift Die Fackel des Wiener Satirikers Karl Kraus sowie der Bücher von Rudolf Borchardt – Kraus und Borchardt wurden bald seine geistigen Leitsterne – beide bekanntlich Männer jüdischer Herkunft, die sich zu dieser ihrer Herkunft nur schwer bekennen mochten:

„Alles zerrte an mir: Borchardt mit seiner Kriegsbegeisterung, Karl Kraus mit seiner radikalen Absage an den Krieg, George, der in seinem Gedicht ‚Der Krieg‘ gleichzeitig dafür und dagegen war, Paul in seiner instinktiven Sicherheit, Theodor Lessing, der mir seine Haßgedichte vorlas gegen die deutschen Intellektuellen, die sich dem Krieg verschrieben hatten, vor allem gegen Thomas Mann.“

Sein älterer Bruder Fritz Kraft, schon früh in der zionistischen Bewegung in Hannover aktiv, wurde ebenfalls Soldat. Als Angehöriger des kaiserlichen Levantekorps kämpfte er gegen britische Truppen in Palästina. 1917 kehrte er nahe Jerusalem von einem Patrouillengang nicht zurück und blieb vermisst.
Nach dem Krieg konnte Werner Kraft 1919 bis 1920 sein Studium zusammen mit den Schwestern Toni und Erna Halle, die er 1916 im Kreis um Gerhard Scholem in Jena kennengelernt hatte, in Freiburg im Breisgau fortsetzen; u. a. hörte er Philosophie bei Edmund Husserl und Martin Heidegger:

„Husserl habe ich nicht persönlich kennengelernt, dafür war ich zu jung. Aber ich habe in seinen Vorlesungen gesessen, und diese Vorlesungen waren für mich eine wirkliche Offenbarung. Ich habe dort zum ersten Mal erfahren – selbst wenn ich es später nicht fortgesetzt habe –, was Philosophie im strengen Sinne ist. Die nüchterne Leidenschaft dieses Mannes hat einfach ungeheuer auf mich gewirkt. (…) Heidegger war völlig asketisch. Es kam kein politisches Wort aus seinem Munde. (…) Beim Sprechen war sein Blick zur Erde gerichtet, mit langsamer Entwicklung der Gedankengänge. Und am Schluß kam dann manchmal zur allgemeinen Überraschung, wenn er vordeutete auf irgendetwas Geheimnisvolles, was im Mittelpunkt der Philosophie stände, etwas heraus wie: der Eros. Was natürlich unter uns jungen Studenten zu außerordentlicher Heiterkeit Anlaß bot. (…) Diese Vorlesungen waren sehr bereichernd und waren eine Ergänzung dessen, was Husserl bot in einem ganz anderen Sinne. Denn Heidegger machte Begriffsanalysen, die sehr fruchtbar waren.“

Zwecks Erlernung eines Brotberufs absolvierte er 1920 bis 1926 eine Ausbildung zum Bibliothekar, zunächst des gehobenen Dienstes. 1922 heiratete er Erna Halle (1923 wurde ihr Sohn Paul Caspar [später: Shaul] geboren). 1922 bis 1926 war er an der Deutschen Bücherei in Leipzig tätig. In Leipzig wohnten Werner und Erna Kraft zusammen mit Ernas Schwester Toni Halle – damals Lehrerin an der Leipziger Israelitischen Mädchenschule – am Floßplatz. 1925 promovierte er in Frankfurt am Main über Die Päpstin Johanna, eine motivgeschichtliche Untersuchung (mit Schwerpunkt auf Rudolf Borchardts Drama 'Verkündigung') bei Professor Franz Schultz (1877–1950), bei dem Walter Benjamin die Habilitation im selben Jahr misslang, und absolvierte das Examen zum höheren Bibliotheksdienst. 1927 reiste die Familie Kraft nach Italien und traf sich in Florenz mit den Freunden Hedwig und Hermann Scheiner, mit der Schwägerin Toni Halle und mit Erich Brauer, die aus Palästina gekommen waren. In Candeglia bei Pistoia traf er zum letzten Mal mit Rudolf Borchardt zusammen und führte mit ihm aufwühlende Gespräche.

### Bibliotheksrat in Hannover
Seine Stelle an der Deutschen Bücherei in Leipzig wurde nicht verlängert, aber 1928 hatte – für ihn überraschend – seine Bewerbung an der Vormals Königlichen und Provinzial-Bibliothek (der heutigen Gottfried Wilhelm Leibniz Bibliothek) in seiner Heimatstadt Hannover Erfolg. Nachdem zuvor seine Bewerbung bei der Staatsbibliothek in Lissabon für eine Stelle in Coimbra vergeblich gewesen war, schrieb er in seinen Erinnerungen:

„Nicht in Coimbra fand ich 1927 eine Anstellung als Bibliothekar, sondern in Hannover. Sie war lebenslänglich und hörte 1933 auf. Ich verdanke sie zwei überzeugten Demokraten. Der eine, ein hoher deutscher Beamter in Hannover, hat sich das Leben genommen, als Hitler zur Macht kam.“

Er wurde Bibliotheksrat unter Direktor Otto Heinrich May, der seine Einstellung wohl aus antisemitischen Gründen zwar nicht befürwortet hatte, sie wurde aber seitens des Provinzialausschusses, der obersten Dienstbehörde, durchgesetzt. Die größer gewordene Familie – 1929 wurde die Tochter Else (später Alisa) geboren – bezog eine Neubauwohnung in der hannoverschen Tiestestraße nahe dem Geibelplatz. Es folgten fünf vielleicht glückliche, auf jeden Fall zufriedene Jahre in Hannover. Er nahm die freundschaftliche Verbindung zu Theodor Lessing wieder auf, lernte den Eckernförder Schriftsteller Wilhelm Lehmann kennen, in Berlin besuchte er die verehrte Dichterin Else Lasker-Schüler und die Vorlesungen von Karl Kraus. Und er begann in dieser Zeit eine Reihe von Zeitschriftenaufsätzen zu veröffentlichen über seine 'Favoriten' unter den deutschen Dichtern wie etwa den schwäbischen Bauerndichter Christian Wagner, Goethe, Stefan George, Karl Kraus, Franz Kafka und den baltendeutschen Aufklärer Carl Gustav Jochmann, dessen vergessenes Werk er in der Bibliothek wiederentdeckte. Trotzdem fühlte er sich isoliert:

„In meinem Amt war man kollegial, dennoch war die Distanz immer fühlbar, besonders am Stammtisch, wo sich Bibliothekare, Archivare, Museumsdirektoren einmal im Monat trafen, zu Bier und Politik und zu Witzen, die eher weinen machten als lachen. Wieder sah ich hier, obwohl im kleinsten Maßstabe, daß die Einzelnen waren, was sie waren, mehr oder weniger ernste Menschen, die sich unweigerlich in das Kollektiv der Massengesinnung verwandelten, wenn sie zusammenkamen.“

### Entlassung aus dem Dienst und Emigration – Exil und Heimat in Jerusalem
1933 als Jude aus dem Dienst entlassen nach dem Gesetz zur Wiederherstellung des Berufsbeamtentums, emigrierte er mit seiner Familie über Stockholm und London zunächst nach Paris, wo er den aus Czernowitz stammenden, späteren französischen Marx-Herausgeber Maximilien Rubel kennenlernte. Sie gaben zusammen eine kleine Zeitschrift heraus. In der Bibliothèque Nationale traf er zufällig mit Walter Benjamin zusammen, jetzt ebenfalls Exilant:

„Ich sah ihn wieder im Jahr des Schreckens, 1933, in Paris in der Bibliothèque Nationale, und schrieb ihm. Wir waren beide gewandelt, gewandelt worden. Die Vergangenheit lag die tausend Jahre zurück, auf die Hitler sich einrichtete, das Leben war geistig und leiblich auf ein Minimum eingeschränkt. Alles war tiefer Ernst, ausweglos, aber auch reif zum Beginnen. Keine Ästhetik mehr, alles Gesellschaft und Politik. […] Wir sahen uns fast täglich, Zettel wanderten von Tisch zu Tisch. Wir sahen uns auch im Café, wir gingen durch die Straßen.“

Bald stellten sie fest, dass sie sich mit demselben Schriftsteller befassten: mit Franz Kafka. Benjamin schrieb 1934 an seinen Freund Gershom Scholem in Jerusalem:

„Kafkas Name veranlaßt mich, dir zu schreiben, daß ich hier einen – distanzierten – Umgang mit Werner Kraft aufgenommen habe. Er sah mich auf der Bibliothèque Nationale und wandte sich daraufhin schriftlich an mich. Ich war überrascht, von ihm einige Arbeiten  zu lesen, denen ich weder Zustimmung noch Respekt versagen kann. Zwei von ihnen sind Kommentar-Versuche zu kurzen Kafkaschen Stücken, zurückhaltende und keineswegs einsichtslose. Kein Zweifel, daß er sehr viel mehr als Max Brod von der Sache verstanden hat.“

Ab 1934 lebte er mit seiner Familie in Jerusalem, in der Alfasi Street im Stadtteil Rechavia. Nur mühsam fand er Arbeit in seinem Brotberuf als Bibliothekar (1936–1942 als Bibliothekar am Centre de Culture Française und von 1947 bis 1956 in der Antikenabteilung des Rockefeller Museums) und konnte sich erst nach seiner Pensionierung ab 1956 als freier Schriftsteller und Essayist deutscher Sprache etablieren.
Wenig Bezug scheint er zum Pionierleben und der Kibbuzbewegung gehabt zu haben. Im Mai 1935 war er nach Beth Sera eingeladen, einem von deutschen Juden gegründeten Kibbuz im Jordantal südlich des See Genezareth. Kraft sollte dort einen Vortrag über Franz Kafka halten. In zwei Briefen an Maximilien Rubel beschrieb er seine Eindrücke: „Beth Sera. Notgezwungenes, sinnloses, heroisches Gemeinschaftsleben, in dem ich nicht leben könnte. Alles an diesen Menschen ist, in solchem Einsatz, bewundernswert, aber ihr Geist ist in Gefahr, zu verkümmern. Alles an mir ist gewöhnlich, aber mein Geist erstarkt.“ (4. Mai 1935) Mit diesem dem Intellektuellen so fremd bleibenden Gemeinschaftsleben versöhnte ihn auch nicht die Landschaft. „Palästina ist ein sehr schönes Land. Das Licht, in der Erscheinung der einfachen, kalten Farben der Landschaft, ist nicht weniger heroisch als das Leben der Menschen in den Kewuzot, deren eine – Bath Sera bei Daganja in der Nähe von Tiberias – ich gesehen habe! Und doch könnte ich so nicht leben.“ (9. Mai 1935)
Der eher dem Stadtleben zugeneigte Kraft besaß in Jerusalem und Tel Aviv einen Freundeskreis überwiegend deutschsprachiger Juden (meist „Jeckes“), zu denen u. a. Gershom Scholem, der Lyriker Ludwig Strauß, der Pädagoge Ernst Simon, der „straßenfegende Philosoph“ Gustav Steinschneider (1899–1981, Enkel des Begründers der wissenschaftlichen hebräischen Bibliographie Moritz Steinschneider), dessen Ehefrau Toni Halle (1890–1964) (Gründerin und Direktorin des „Neuen Gymnasiums“ in Tel Aviv, der heutigen Tichon Hadash High School), der Freund Ludwig Wittgensteins und Architekt Paul Engelmann, Else Lasker-Schüler, Martin Buber, der Bibliothekar Harry Timar und der Lyriker Tuvia Rübner gehörten.
Ein Brief, den der Schweizer Diplomat und Historiker Carl Jacob Burckhardt am 19. November 1962 an seinen Freund, den Schriftsteller Max Rychner, schrieb, gibt die Stimmung in diesem Kreis jüdischer Emigranten aus Deutschland gut wieder. Es handelt sich um einen Bericht über Burckhardts Israel-Besuch im Herbst 1962 und schildert ein Treffen mit Gershom Scholem, Ernst Simon, Werner Kraft und Kurt Blumenfeld in Scholems Bibliothek in Rechavia:
„Dort, in der wertvollen Bibliothek des bis aufs letzte erfahrenen, witzigen [Gershom] Scholem sind ein Dutzend Professoren und Schriftsteller versammelt, alle sprechen deutsch, alle sprechen von Deutschland, von deutschen Erinnerungen, deutscher Literatur, ja deutscher Literaturpolitik […], sie vernichten ein jeder irgend einen einstigen oder noch lebenden Gegner und erheben irgend einen Auserwählten in die Sterne. Es ist wie es vor 50 Jahren war, sie wissen ebensoviel wie damals, sie sind brillant und formulieren schlagend, aber etwas ganz Neues ist hinzugekommen, das sie nicht wahrhaben wollen: das Heimweh, ein tiefes Heimweh, das selbst ihre kritischen Äußerungen verklärt. Sogar der zurückhaltend distinguierte W[erner] Kraft, der blanke Krausianer, der Dich [= Rychner] mit vielen andern grüßen läßt, ist wehmütig und seine Definitionen aus scharfkantigem Material werden ganz weich an den Rändern. Bei den Menschen dieses Kreises ist keinerlei Rachsucht zu finden. Es ist nicht bei allen so.“

### Schriftsteller und Essayist deutscher Sprache in Jerusalem
Nach Deutschland oder gar nach Hannover kehrte Werner Kraft – außer auf zahlreichen Reisen – nicht zurück; er wurde 1948 israelischer Staatsbürger.

„Ich habe in Palästina und dann später in Israel die dichterische Existenz, die ich als Dichter der deutschen Sprache entwickelt habe, oder ursprünglich, die mir als Dichter der deutschen Sprache eigen war, fortgesetzt, und fühlte mich außerstande, einen Wechsel der Sprache vorzunehmen. Meine nahen Freunde wie Gerhard Scholem und Ernst Simon und andere haben dies bedauert, aber sie haben es allmählich schweigend hingenommen. Und als sie dann hörten, daß ich 1945 nicht sofort das Weite suchte, um nach Deutschland zurückzukehren, sondern mein Leben hier fortsetzte, da waren selbst sie befriedigt.“

Etliche Besucher aus Deutschland haben die „verwunschen zugewachsene Wohnung zu ebener Erde, zu der eine Außentreppe steil hinab“ von der Alfasi Street führte, beschrieben. Als israelischer Staatsbürger und deutscher Dichter, der „nicht mehr den Anschluß an die hebräische Dichtung und Literatur gefunden“ hatte, lebte er ein Leben in Jerusalem, das ausschließlich der deutschen Sprache gewidmet blieb. Sein Freund, der Pädagoge Rudolf Lennert, charakterisierte diese ‚Insel-Existenz‘ in einem Aufsatz in der Zeitschrift „Neue Sammlung“, eine Besprechung von Krafts Essay-Bänden „Wort und Gedanke“ und „Augenblicke der Dichtung“, folgendermaßen:

„Die meisten dieser Essays sind Aperçus ‚bei Gelegenheit von…‘, aber sie werden nie um der Geistreichigkeit willen gemacht, sondern so, wie man bei langsamem, intensivem Lesen plötzlich 'innehalten' und aufblicken, zu seinem Bücherregal gehen kann; halblaute Meditationen, in ihrer Summe aber eine unerhörte ‚Schule des Lesens‘. Es ist die halbe deutsche Literatur, zwischen Klopstock und Brecht, die an diesem einsamen Leser in der Stadt Jerusalem vorbeizieht, mit wenigen Ausblicken auf noch Älteres und auf Außer-Deutsches; nicht mehr eigentlich ‚Literatur‘, sondern die Sprache selbst, die sich der Redenden auch ohne ihren Willen bemächtigen kann.“

Diese seit den 1970er Jahren immer zahlreicher werdenden Besucher aus Deutschland, zu denen u. a. der Bibliothekar Paul Raabe, der Literaturwissenschaftler und Übersetzer Friedhelm Kemp (München), der Karl-Kraus-Herausgeber und Museumsleiter Friedrich Pfäfflin (München/Marbach), der Germanist und Kritiker Jörg Drews (Bielefeld/München) – er sorgte zwischen 1974 und 1986 für das Erscheinen von vier Büchern Krafts im Münchener Verlag edition text + kritik –, der Germanist Uwe Pörksen (Freiburg/Breisgau), der Schriftsteller Peter Härtling, der Cheflektor des Münchner C. H. Beck-Verlags Ernst-Peter Wieckenberg, der Kölner Fotograf Georg Heusch und der Sammler Volker Kahmen, die späteren Gründer des Werner Kraft-Archivs (s. u.), der Münchner Literaturwissenschaftler und Jurist Reinhard Merkel, die Fotografin Herlinde Koelbl, die Journalistin Ariane Thomalla, der Lüneburger Literaturwissenschaftler Werner H. Preuß, der Braunschweiger Dichter Georg Oswald Cott, der Göttinger Verleger Thedel von Wallmoden und der Lichtenberg-Herausgeber Ulrich Joost gehörten, förderten in der einen oder anderen Weise die Veröffentlichung von Krafts Werken in Deutschland.
Als einem in Jerusalem lebenden Schriftsteller deutscher Sprache waren Werner Kraft die regelmäßigen Reisen nach Deutschland, aber auch nach Österreich, in die Schweiz und andere Länder Mitteleuropas, wichtig, in denen seine Freunde lebten und wo er erste Verlagsverbindungen anzuknüpfen versuchte, denn seine Schubladen in der Alfasi Street waren sozusagen voller Manuskripte, entstanden in der Zeit der Isolation 1934 bis 1945. Seit der ersten Europa-Reise nach dem Krieg im Jahre 1951, die ihn und Ehefrau Erna nach Lüneburg (zum Freund Hubert Breitenbach), Hannover (zur Regelung seiner Pensionsansprüche) und Klein-Wittensee (zu Wilhelm Lehmann) führte, wiederholten sich diese mehrmonatigen Reisen regelmäßig zwischen 1953 und 1982. Mit zahlreichen Schriftstellern, Freunden und Bekannten, aber auch Unbekannten, die ihm nach der Lektüre seiner Artikel, Aufsätze oder Bücher nach Jerusalem schrieben, begann er eine lebhafte Korrespondenz. Häufig schrieb er seine Briefe auf Aerogrammen, diesen federleichten Luftpostbriefen, deren Platz begrenzt war und deren Ränder er in seiner gut lesbaren Handschrift auch noch mit Bemerkungen versah.
Seit 1955 sind über 40 Buchveröffentlichungen im deutschsprachigen Raum zu verzeichnen: Lyrik, Prosa, Essays, Literaturkritik (über Kraus, Borchardt, Kafka, Jochmann, Hofmannsthal, George, Heine, Goethe). Seine Autobiographie Spiegelung der Jugend erschien 1973. Er war Herausgeber von Schriften von Heine, Kraus, Lasker-Schüler, Ludwig Strauß, Johann Gottfried Seume und Carl Gustav Jochmann. Ca. 500 Veröffentlichungen in deutschsprachigen Zeitschriften und Zeitungen sind in der Werner-Kraft-Bibliographie (s. u.) verzeichnet: Kritiken, Essays, Gedichte, Prosa und Aphorismen. Zahlreiche Preise und Ehrungen krönten in seinen späteren Jahren sein Lebenswerk, so u. a. 1966 der Literaturpreis der Bayerischen Akademie der Schönen Künste und 1971 der Sigmund-Freud-Preis für wissenschaftliche Prosa der Deutschen Akademie für Sprache und Dichtung in Darmstadt. Werner Kraft starb im 'biblischen Alter' von 95 Jahren. Sein Grab befindet sich auf dem Friedhof des Kibbuz Tzora (20 km von Jerusalem entfernt bei Bet Schemesch), in dem seine Tochter Alisa Tibon bis zu ihrem Tod 2023 lebte. 1983 gründeten deutsche Leser seiner Werke (um Georg Heusch und Volker Kahmen) das Werner Kraft Archiv e. V. in Köln und Rheinbach, das sich seit 2003 im Literatur- und Kunstinstitut Hombroich (Stiftung Insel Hombroich) in Neuss befindet, seit 1996 auch als Teilnachlass im Deutschen Literaturarchiv Marbach. Im Georg Heusch Verlag erschienen zwischen 1983 und 1996 in neun Bänden und einer Schallplatte Gesammelte Werke in Einzelausgaben. In der Gottfried Wilhelm Leibniz Bibliothek in Hannover, seiner Arbeitsstätte 1928 bis 1933, verzeichnet seit 2003 die Werner Kraft-Bibliographie als Online-Datenbank die Literatur von und über Werner Kraft (s. Weblinks). Ausstellungen zu seiner Biographie und seinem Werk fanden 1986, 1996, 2000 und 2008 in Hannover, Marbach, Berlin, Wolfenbüttel, Braunschweig und Leipzig statt. Im Jahre 1997 benannte die Landeshauptstadt Hannover eine Straße im Stadtteil Misburg – in der Nähe von Heinrich-Böll-Weg und Kafkastraße (was ihn gefreut hätte) – nach Werner Kraft. Erst seit 2020 wird sie bebaut (Zugang von der Stadtbahn-Station „Kafkastraße“ der Linie 7).
Als Maxime eines 'israelischen Staatsbürgers deutscher Sprache' beschrieb Werner Kraft in seinen Erinnerungen „Spiegelung der Jugend“ seine Lebenserfahrung mit folgenden Worten:

„Erst nach 1933 wußte ich endgültig und für immer, daß ich kein Deutscher war, daß ich ein Jude bin. Ihm wurde nun von einer verbrecherischen Gewalt diktiert, daß die Juden dem deutschen Volk nur durch die Sprache angehören. Was für ein Menetekel an der Wand, die schon mit Blut beschmiert war! Eben durch die Sprache, die jene Gewalt ermordete, ehe sie die Menschen ermordete! Ich habe diese Sprache nie preisgegeben, ich habe es immer für einen Auftrag gehalten, gegen den es keinen Einspruch gab, innerhalb des deutschen Geistes mein Leben zu führen.“

## Auszeichnungen und Ehrungen
- 1966 Literaturpreis der Bayerischen Akademie der Schönen Künste
- 1971 Sigmund-Freud-Preis der Deutschen Akademie für Sprache und Dichtung Darmstadt
- 1975 Ehrendoktorwürde der Universität Freiburg im Breisgau
- 1982 Goethe-Medaille
- 1987 Wilhelm-Heinse-Medaille der Akademie der Wissenschaften und der Literatur Mainz
- 1990 Niedersächsisches Künstlerstipendium[73]
- 2008: Am 23. Oktober des Jahres wurde der Vortragssaal der Gottfried Wilhelm Leibniz Bibliothek in Hannover in Werner-Kraft-Vortragsaal umbenannt.[74] Dieser Vortragssaal wurde allerdings im Zuge der Baumaßnahmen im Foyer der Bibliothek in den Jahren 2013–2015 beseitigt und an neuer Stelle eingerichtet. Der neue Vortragssaal ist nicht mehr nach Werner Kraft benannt. Im 1. Stock, im neuen Ausstellungsbereich der Bibliothek, war ein Raum mit einer kleinen Dauerausstellung zu Werner Kraft und seiner jüdischen Kollegin Paula Blank geplant, wurde aber nicht realisiert.

## Werke
- Die Päpstin Johanna. Eine motivgeschichtliche Untersuchung. Dissertation an der Universität Frankfurt am Main, 1925.
- Wort aus der Leere. Ausgewählte Gedichte. [I.] Jerusalem: Manfred Rothschild Verlag 1937.
- Gedichte II. Jerusalem: Selbstverlag 1938.
- Gedichte III. Jerusalem: Palestine Literary Guild 1946.
- Figur der Hoffnung. Ausgewählte Gedichte 1925–1953. Heidelberg: Lambert Schneider 1955.
- Karl Kraus. Beiträge zum Verständnis seines Werkes. Salzburg: Otto Müller 1956.
- Wort und Gedanke. Kritische Betrachtungen zur Poesie. Bern, München: Francke 1959.
- Der Wirrwarr. Ein Roman. Frankfurt am Main: S. Fischer 1960. – Italienische Ausgabe: Il garbuglio. Un romanzo. Traduzione di Claudio Magris e Maria Donatella Ponti. Milano: Adelphi 1971.
- Rudolf Borchardt. Welt aus Poesie und Geschichte. Hamburg: Claassen 1961.
- Augenblicke der Dichtung. Kritische Betrachtungen. München: Kösel 1964.
- Gespräche mit Martin Buber. München: Kösel 1966.
- Franz Kafka. Durchdringung und Geheimnis. Frankfurt am Main: Suhrkamp 1968. (Bibliothek Suhrkamp. Band 211.)
- Rebellen des Geistes. Stuttgart, Berlin, Köln, Mainz: Kohlhammer 1968.
- Zeit aus den Fugen. Aufzeichnungen. Frankfurt am Main: S. Fischer 1968.
- Carl Gustav Jochmann und sein Kreis. Zur deutschen Geistesgeschichte zwischen Aufklärung und Vormärz. München: C. H. Beck 1972.
- Bewältigte Gegenwart. Alte und neue Gedichte. Darmstadt: Bläschke 1973.
- Spiegelung der Jugend. Mit einem Nachwort von Jörg Drews. Frankfurt am Main: Suhrkamp 1973. (Bibliothek Suhrkamp. Bd. 356.) Neuaufl.: Frankfurt am Main: Fischer Taschenbuch Verl. 1996. (Fischer Taschenbuch. 12723) ISBN 3-596-12723-8.
- Das Ja des Neinsagers. Karl Kraus und seine geistige Welt. München: edition text + kritik 1974.
- Das sterbende Gedicht. 1972–1975. Frankfurt am Main: Corvus Verlag 1976. (Colloquium poeticum. Band 4.)
- Der Chandos-Brief und andere Aufsätze über Hofmannsthal. Mit einer Bibliographie aller Veröffentlichungen Werner Krafts, erstellt von Manfred Schlösser. Darmstadt, Berlin: Agora Verlag 1977. (Erato-Druck. 16.)
- Eine Handvoll Wahrheit. 1967–1974. Salzburg: Otto Müller 1977.
- Über Gedichte und Prosa. Aufsätze zur Literatur. Frankfurt am Main: Corva Verlag. 1979. (Colloquium criticum. Bd. 1.)
- Stefan George. Redaktion: Jörg Drews. München: edition text + kritik 1980.
- Heine der Dichter. München: edition text + kritik 1983.
- Diese Welt. Späte Gedichte 1976–1983. Bonn: Heusch 1984.
- Österreichische Lyriker. Von Trakl bis Lubomirski. Aufsätze zur Literatur. Eisenstadt, Wien: Edition Roetzer 1984.
- Erlesenes in Gedicht und Prosa. Bonn: Heusch 1985.
- Kleinigkeiten. Bonn: Heusch 1985.
- 36 Zeitgenossen. [Gedichte.] Bonn: Heusch 1985.
- Goethe. Wiederholte Spiegelungen aus fünf Jahrzehnten. München: edition text + kritik 1986.
- Wahrheitsfetzen. Aufzeichnungen 1985–1987. Bonn: Heusch 1988.
- Herz und Geist. Gesammelte Aufsätze zur deutschen Literatur. Wien, Köln: Böhlau 1989. (Literatur und Leben. Neue Folge. Bd. 35.) ISBN 3-205-05010-X.
- Noch einmal Kafka. Bonn: Heusch 1990.
- Sätze und Ansätze. Bonn: Heusch 1991.
- Nichts. Letzte Gedichte. Bonn: Heusch 1996.
- Eines schönen Tages: Gedichte und Prosa. Ausgewählt von Volker Kahmen und Friedrich Pfäfflin. Mit Bildern von Ulrich Erben. Marbach am Neckar: Deutsche Schillergesellschaft 1996. (Marbacher Magazin. 75. Beiheft).

## Veröffentlichte Briefwechsel
- Martin Buber: Briefwechsel aus sieben Jahrzehnten in 3 Bänden. Hrsg. und eingel. von Grete Schaeder. Heidelberg: Lambert Schneider.
  - Bd. 1: 1897–1918 (1972). Mit einem Geleitwort von Ernst Simon und einem biographischen Abriß als Einleitung von Grete Schaeder. Darin Martin Buber an Werner Kraft: Brief Nr. 345 (Buber an Kraft, Heppenheim, 15. März 1917), Nr. 350 (Buber an Kraft, Heppenheim, 20. März 1917). Werner Kraft an Martin Buber: Brief Nr. 344 (Kraft an Buber, Ilten, 11. März 1917), Nr. 346 (Kraft an Martin Buber, Ilten, 17. März 1917).
  - Bd. 3: 1938–1965 (1975). Darin Martin Buber an Werner Kraft: Brief Nr. 83 (Buber an Kraft, Jerusalem, 17. Mai 1946), Nr. 327 (Buber an Kraft, Jerusalem, 12. März 1955), Nr. 329 (Buber an Kraft, Jerusalem, 17. März 1955.). Werner Kraft an Martin Buber: Brief Nr. 86 (Kraft an Buber, Jerusalem, 22. Juni 1946), Nr. 328 (Kraft an Buber, Jerusalem, 12. März 1955.), Nr. 533 (Kraft an Martin Buber, Jerusalem, 6. November 1963).
- Walter Benjamin: Briefe. Hrsg. und mit Anmerkungen versehen von Gershom Scholem und Theodor W. Adorno. Bd. 1–2. Frankfurt am Main: Suhrkamp 1966. ISBN 3-518-40540-3. - Neuausgabe: 1978 (edition suhrkamp. 930). 2. Aufl. 1993. – Darin Benjamin an Werner Kraft: die Briefe Nr. 239, 243, 246, 252, 259, 270, 271, 274, 275, 281 aus den Jahren 1934 bis 1936.
- Benjamin über Kafka. Texte, Briefzeugnisse, Aufzeichnungen. Hrsg. von Hermann Schweppenhäuser. Suhrkamp, Frankfurt am Main 1981 (Suhrkamp-Taschenbuch Wissenschaft. 341) – Darin S. 93–99: Aus der Korrespondenz mit Werner Kraft (S. 93–97: Kraft an Benjamin, 16. September 1934). ISBN 3-518-07941-7.
- Gershom Scholem: Briefe an Werner Kraft. Hrsg. [und mit einem Vorwort] von Werner Kraft. Mit einem Nachwort von Jörg Drews. Frankfurt am Main: Suhrkamp 1986.
- Rudolf Borchardt: Gesammelte Briefe. Hrsg. von Gerhard Schuster und Hans Zimmermann. München: Ed. Tenschert bei Hanser.
  - Bd. 4: Briefe 1914–1923. Text. Bearb. von Gerhard Schuster. 1995. Darin Brief Nr. 277 (Borchardt an Werner Kraft, Monsagrati, 29. Juni 1914, Erstdruck: Neue Schweizer Rundschau. N.F. Jg. 22, 1954/55, S. 254–255), Nr. 320 (Borchardt an Kraft, Meiningen, 13. Mai 1916), Nr. 330 (Borchardt an Kraft, Berlin, 12. November 1916), Nr. 336 (Borchardt an Kraft, Müllheim, 17. September 1917), Nr. 358 (Borchardt an Kraft, Berlin, 23. Oktober 1918), Nr. 367 (Borchardt an Kraft, Fallingbostel, 19. November 1919), Nr. 440 (Borchardt Brief an Kraft, Monsagrati, 15. Februar 1923, nicht abgesandt).
  - Bd. 5: Briefe 1924–1930. Text. Bearb. von Gerhard Schuster. 1995. Darin: Brief Nr. 502 (Borchardt an Kraft, Jahresende 1925, nicht abgesandt).
  - Bd. 6: Briefe 1931–1935. Text. Bearb. von Gerhard Schuster. 1996. Darin Brief Nr. 761 (Borchardt an Kraft, Saltocchio, 13. April 1933).
- Zwischen Jerusalem und Hannover. Die Briefe an Curd Ochwadt. Hrsg. von Ulrich Breden und Curd Ochwadt. Göttingen: Wallstein, 2004, ISBN 3-89244-745-4 – 78 Briefe Krafts aus den Jahren 1962 bis 1986. Verlagsinformation des Wallstein-Verlags Rez.: Thomas Böning in: Die Zeit, 24. Februar 2005
- Werner Kraft und Wilhelm Lehmann: Briefwechsel 1931–1968. Hrsg. von Ricarda Dick. Zwei Bände. Göttingen: Wallstein 2008. (= 89. Veröffentlichung der Deutschen Akademie für Sprache und Dichtung.) ISBN 978-3-8353-0235-8. ([ Krisenfest: Der Briefwechsel von Werner Kraft und Wilhelm Lehmann. Rez.] FR, Rez. StZ, Rez. FAZ, Rez. SZ.)
- Robert Mächler: „Arme Teufel sind wir alle …“. Briefe von und an Robert Mächler über Gott und die Welt. Hrsg. und eingeleitet von Gabriele Röwer. Bern, Stuttgart, Wien: Haupt 2010, ISBN 978-3-258-07531-0 – Darin S. 367–376: Werner Kraft (1896–1971): Bibliothekar, Literaturwissenschaftler und Schriftsteller (S. 367–369: Röwer, Gabriele: Einleitung: Vita und Werk; S. 369–370: Werner Kraft im Gespräch mit Robert Mächler; S. 370–374: Briefe Werner Krafts an Robert Mächler (Auswahl) [Briefe vom 3. Juni 1967, 4. September 1967, 3. Oktober 1967, 9. Dezember 1967, 27. Juli 1969, 29. März 1970 und 19. Mai 1971, alle aus Jerusalem]). Langfassung des Briefwechsels als PDF-Dokument auf der Homepage des Haupt-Verlags
- Ludwig Greve: Autobiographische Schriften und Briefe. Hrsg. von Friedrich Pfäfflin und Eva Dambacher. Mit einem Essay von Ingo Schulze. Bd. 1–3. Göttingen: Wallstein-Verlag 2013. ISBN 978-3-8353-1216-6 In den Bänden 2 und 3 sind 21 Briefe an Werner Kraft aus den Jahren 1958 bis 1990 abgedruckt, in den Erläuterungen Auszüge aus Briefen Krafts an Ludwig Greve (von denen es 103 erhaltene Briefe im Nachlass Greves gibt, vgl. Bd. 3, S. 1023).
- Friedrich Jenaczek: Entwurf eines Briefes an Werner Kraft, 6. April 1963. In: Literaturwissenschaftliche Jahresgabe der Josef-Weinheber-Gesellschaft. Essays, Interpretationen, Mitteilungen aus der Forschung. Bd. 2 (2010–2012 [2014]) S. 259–283. ISBN 978-3-643-50445-6.

## Veröffentlichte Tagebücher
- Gespräche mit Martin Buber. München: Edition: Kösel 1966.
- Tagebücher 1915–1940, Walter Benjamin betreffend. Hrsg.: Volker Kahmen. In: Für Walter Benjamin: Dokumente, Essays und ein Entwurf. Hrsg. von Ingrid und Konrad Scheurmann. Frankfurt am Main: Suhrkamp 1992, S. 40–54.
- Tagebucheintragungen aus den Jahren zwischen 1933 und 1940 (über Walter Benjamin). In: „was noch begraben lag“. Dokumente, Essays und ein Entwurf. Hrsg. von Geret Luhr. Berlin: Bostelmann & Siebenhaar 2000 (akte exil. Bd. 2), S. 175–204. ISBN 3-934189-47-4.
- Tagebuchauszüge (1979) zur Bobrowski-Lektüre. In: Tgahrt, Reinhard: Johannes Bobrowski oder Landschaft mit Leuten. Eine Ausstellung des Deutschen Literaturarchivs im Schiller-Nationalmuseum Marbach am Neckar. Marbach am Neckar 1993 (Marbacher Kataloge. 46), S. 661–662 und S. 705.
- Else Lasker-Schüler in den Tagebüchern 1923–1945. Ausgew. von Volker Kahmen. In: Klüsener, Erika; Pfäfflin, Friedrich: Else Lasker-Schüler 1869–1945. Marbach am Neckar 1995 (Marbacher Magazin. 71), S. 337–363.
- Von Paris nach Jerusalem. Aus den Tagebüchern 1933–1936. Ausgewählt von Volker Kahmen. In: Werner Kraft. 1896–1991. Bearb. von Jörg Drews. Marbach am Neckar. Deutsche Schillergesellschaft 1996 (Marbacher Magazin. 75), S. 51–64.
- Aufzeichnungen über Rudolf Borchardts 'Jamben' 1961-1976. In: Lars Korten: „Gefährlich für jeden der sie nicht hütet“. Rudolf Borchardts 'Jamben' 1935/36. Materialien und Dokumente zu ihrer Neuedition. München: Edition Tenschert 2005, (Titan. H. 1) S. 31–35.
- „Traum von Borchardt“. Aus den Tagebuchaufzeichnungen 1915–1991. Zsgest. [und mit einer Vorbemerkung] von Gerhard Schuster. In: Rudolf Borchardt. Hrsg. von Heinz Ludwig Arnold und Gerhard Schuster in Zsarb. mit dem Rudolf Borchardt Archiv. München 2007 (Text + Kritik, Sonderband 2007 = 11/07), S. 235–247.
- "Wenn er durchhält wird er ein größerer Dichter werden". Ludwig Greve im Tagebuch von Werner Kraft 1959-1991. Hrsg. von Friedrich Pfäfflin und Gerhard Schuster. Stuttgart : Offizin Scheufele 2024.

## Als Herausgeber
- Heine. Gedicht und Gedanke. Auswahl und Nachwort von Werner Kraft. Berlin: Schocken 1936.(Bücherei des Schocken Verlags. 57.)
- Else Lasker-Schüler. Eine Einführung in ihr Werk und eine Auswahl von Werner Kraft. Wiesbaden: Franz Steiner 1951. (Verschollene und Vergessene. 4.)
- Karl Kraus. Eine Einführung in sein Werk und eine Auswahl von Werner Kraft. Wiesbaden: Franz Steiner 1952. (Verschollene und Vergessene. 6.)
- Wiederfinden. Deutsche Poesie und Prosa. Eine Auswahl von Werner Kraft. Heidelberg: Lambert Schneider 1954. (Veröffentlichung der Deutschen Akademie für Sprache und Dichtung Darmstadt. 4.) – 2., erweiterte Aufl. 1962.
- Ludwig Strauss: Fahrt und Erfahrung. Geschichten und Aufzeichnungen. Eingeleitet und hrsg. von Werner Kraft. Heidelberg: Lambert Schneider 1959. (Veröffentlichung der Deutschen Akademie für Sprache und Dichtung Darmstadt. 18.)
- Else Lasker-Schüler: Verse und Prosa aus dem Nachlaß. Mit einem Nachwort und Anmerkungen hrsg. von Werner Kraft. München: Kösel 1961. (Else Lasker-Schüler: Gesammelte Werke. Bd. 3.) – Neuaufl.: Frankfurt am Main: Suhrkamp 1996. – Taschenbuchausgabe: München: dtv 1986.(dtv. 10648.) (Else Lasker-Schüler: Gesammelte Werke in acht Bänden. Bd. 8.)
- Johann Gottfried Seume: Prosaschriften. Mit einer Einleitung von Werner Kraft. Köln: Melzer 1962. Neuauflage: Darmstadt: Melzer 1974.
- Ludwig Strauss: Dichtungen und Schriften. Hrsg. von Werner Kraft. (Geleitwort von Martin Buber.) München: Kösel 1963.
- Carl Gustav Jochmann: Die Rückschritte der Poesie und andere Schriften. Hrsg. von Werner Kraft. Frankfurt a. M.: Insel Verlag 1967. (sammlung insel. 26.)
- Gershom Scholem: Briefe an Werner Kraft. Hrsg. [und mit einem Vorwort] von Werner Kraft. Mit einem Nachwort von Jörg Drews. Suhrkamp, Frankfurt am Main 1986.
- Julien Green: Christine. Aus dem Französischen übersetzt von Werner Kraft. Bonn: Heusch 1987.

## Rundfunk, Fernsehen, Schallplatte
- „Ich bin an meinen Punkt gebannt“. Werner Kraft im Gespräch mit Jörg Drews. München: edition text + kritik 1978. Text eines Interviews, geführt in Jerusalem, ausgestrahlt am 24. Juni 1978 im Fernsehprogramm S 3 (SR/SWF/SDF), wiederholt im Fernsehprogramm des WDR 3 am 16. Februar 1979, 22.50 Uhr.
- Georg Stefan Troller: Interview mit Werner Kraft. ZDF (Fernsehen), Aspekte. Sendung am 2. Mai 1986 (anlässlich des 90. Geburtstags).
- Lothar Pollähne: Werner Kraft. NDR 1 (Hörfunk), Literatur um acht. Sendung am 8. Juli 1986.
- Werner H. Preuß: Ins Leere schreiben? Eine Begegnung mit dem Schriftsteller Werner Kraft in Jerusalem. WDR 3 (Hörfunk-Feature). Sendung am 16. April 1990, 22.30 – 23.00 Uhr. Dasselbe gesendet im SFB, 24. August 1991.
- Georg Oswald Cott: Figur der Hoffnung. Werner Kraft – ein Leben für die Dichtung. Radio Bremen, Feature. Erstsendung am 17. Oktober 1990, 20.05 bis 21.00 Uhr. Wiederholung am 14. April 1991, 9.00 bis 10.00 Uhr. - Enthält längere Ausschnitte des in 'Die Horen', Heft 159 (1990) S. 190–198 abgedruckten Interviews G. O. Cotts mit Werner Kraft.
- Georg Oswald Cott: Wort aus der Leere. Ein Porträt des Dichters und Sprachforschers Werner Kraft. NDR 3 (Hörfunk). Sendung am 29. Oktober 1991, 21.05 bis 22.00 Uhr.
- Ariane Thomalla: Zum 95. Geburtstag von Werner Kraft. NDR 3 (Hörfunk), Texte und Zeichen, das Literaturjournal. Sendung am 5. Mai 1991.
- Mein Wort. Werner Kraft liest aus eigenen Gedichten. Tonbearbeitung: Christian Dreyer. Typographie: Hannes Jähn. Foto: Georg Heusch. Rheinbach: Werner Kraft-Archiv, 1983. 1 Langspielplatte (33/min) – Seite 1: Wort aus der Leere. Immer mutig. Im Gehen. Der Faden. Einsam. Aufbruch. Vorletzte Strophe. Jerusalem. Lied (Braune Hügel). Am Wege. Unmöglich. Trostversuch. Heimkehr. Der Wind. Junges Erwachen. Karl Kraus. Grab in Spanien. Die Dichterin. Dasselbe. Die Welt. Nach dem Krieg. Diese Welt. - Seite 2: Auf dem Sinai. Die Nacht. Später. Gespenster. Die Toten. Anrede. Welkes Laub. Die Kinder. Figur der Hoffnung. Wetter. Herbst. Der Klang. Große Nachtmusik. Goethes Tod. Das sterbende Gedicht. Immer. Der Künstler. Lied (Bleib zuhaus). Terror. Adamant. Lied (Der Mandelbaum). Nach uns. - Die Tonaufnahmen entstanden zwischen dem 11. und 12. April 1983 in der Jerusalemer Wohnung Werner Krafts und wurden von Volker Kahmen und Georg Heusch durchgeführt.
- Deutsche Oden von Weckherlin bis Krolow. Weckherlin, Balde, Fleming, Klaj, Klopstock, Hölty, Schiller, Stolberg, Platen, Hölderlin, Lenau, Huch, Schröder, Kraft, Krolow. Sprecher: Peter Lühr, Horst Tappert, Marlene Riphahn, Gert Westphal, Peter Brogle. Freiburg/Br.: Christophorus-Verl. 1965. Sprechplatte (33/min). - Darauf: Kraft, Werner: Die Ruhe. Interpret: Peter Brogle (1:24 Min.).
- Lyrikstimmen. Die Bibliothek der Poeten. 122 Autorinnen & Autoren, 420 Gedichte. 100 Jahre Lyrik im Originalton. Christiane Collorio (u. a.) (Hrsg.). München: Der Hörverlag 2009. - 9 CDs (638 Min.), mono mit Begleitbuch (183 S.). - Darin: CD 3: Track 37: Werner Kraft – 38: Bald (1981); 39: Diese Welt (1981); 40: Die Tränen der Dinge (1981). Verlagsinformation